# Avenida Chile (Bogotá)
La Avenida Chile, también conocida como Calle 72 o Avenida Calle 72 es una vía que recorre la ciudad de Bogotá de oriente a occidente en su zona norte, siendo parte importante del distrito financiero de la capital colombiana. Su odónimo corresponde a un homenaje al país sudamericano de Chile.

## Historia
Inaugurada el 18 de septiembre de 1920 y fue una de las rutas del Tranvía de Bogotá y tapando con tubería la continuación al occidente de la quebrada La Vieja. En 1926 se inaugura el Instituto Pedagógico Nacional (Hoy Universidad Pedagógica Nacional). En 1930 se inaugura la Iglesia de la Porciúncula y su lote aledaño era propiedad del claustro, pero los terrenos fueron vendidos al Grupo Grancolombiano y en 1982 se fundó el Centro Comercial Avenida Chile (originalmente llamado Granahorrar). Se planea su ampliación hasta la carrera 114, en donde se conectará con la futura avenida El Cortijo.
En múltiples ocasiones la vía ha sufrido cierres debido a protestas protagonizadas por estudiantes de la Universidad Pedagógica, los cuales derivan en disturbios con el ESMAD.
Sobre la vía todos los domingos se realiza la ciclovía y adicionalmente ha sido parte del trazado de la Media Maratón de Bogotá.

## Trazado
En el oriente, inicia en la Carrera quinta en el barrio Rosales, dicha extensión desde la Carrera Séptima fue inaugurada en 1997; Atraviesa las localidades de Chapinero, Barrios Unidos y Engativá, en donde termina en la carrera 110 G. La vía se une con la Avenida Gabriel Andrade Lleras a la altura de la Avenida Carrera 68 para seguir su trazado hacia el occidente. 

## Obras del Metro de Bogotá
En el cruce de la Calle 72 con Avenida Caracas se construye desde septiembre de 2021 un paso subterráneo, el cual hace parte de las obras de la primera línea del Metro de Bogotá. Asimismo, se encuentra en la fase de estudios y diseños de factibilidad de la fase 2 del sistema, la cual iniciaría en la Calle 72 con Caracas hacia el occidente hasta la Avenida Ciudad de Cali, para dirigirse a la localidad de Suba.

## Transporte intermunicipal
En la calzada mixta hacia el oriente transitan rutas intermunicipales desde la Terminal de Transportes de Bogotá y desde el paradero satélite de la Calle 72 con carrera 13 hacia los municipios de La Calera, Gachetá, Guatavita, Gama, Junín, Gachalá, Ubalá y Guasca al oriente.

## Sitios importantes en la vía
- El centro financiero de Bogotá[12] (Chapinero)
- Hotel Hilton Bogotá
- Claustro de La Enseñanza
- El centro comercial Avenida Chile (Chapinero)
- Parroquia Nuestra Señora de los Ángeles - la Porciúncula (Chapinero)
- Universidad EAN (Chapinero)
- Universidad Pedagógica Nacional de Colombia (Chapinero)
- Iglesia y barrio Doce de Octubre (Barrios Unidos)
- Parroquia San Fernando Rey (Barrios Unidos)
- Almacén Alkosto Avenida 68 (Engativá)
- Barrio Las Ferias (Engativá)
- Centro comercial Diverplaza (Engativá)
- Cerca de la vía quedan las estaciones de TransMilenio: Calle 72 (Avenida Caracas, línea A) y Avenida Chile (Avenida NQS, línea E).

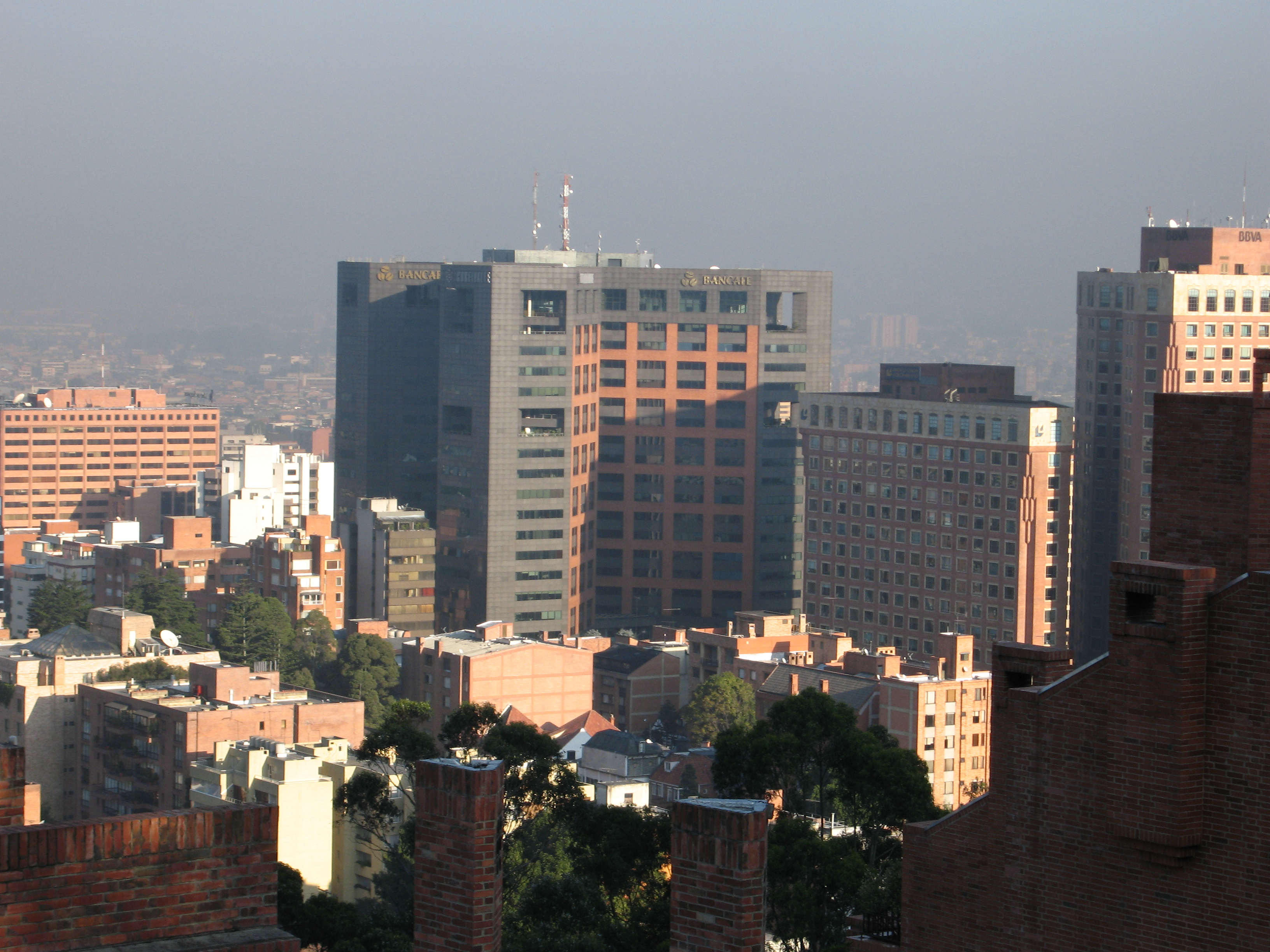
Zona Financiera de Bogotá
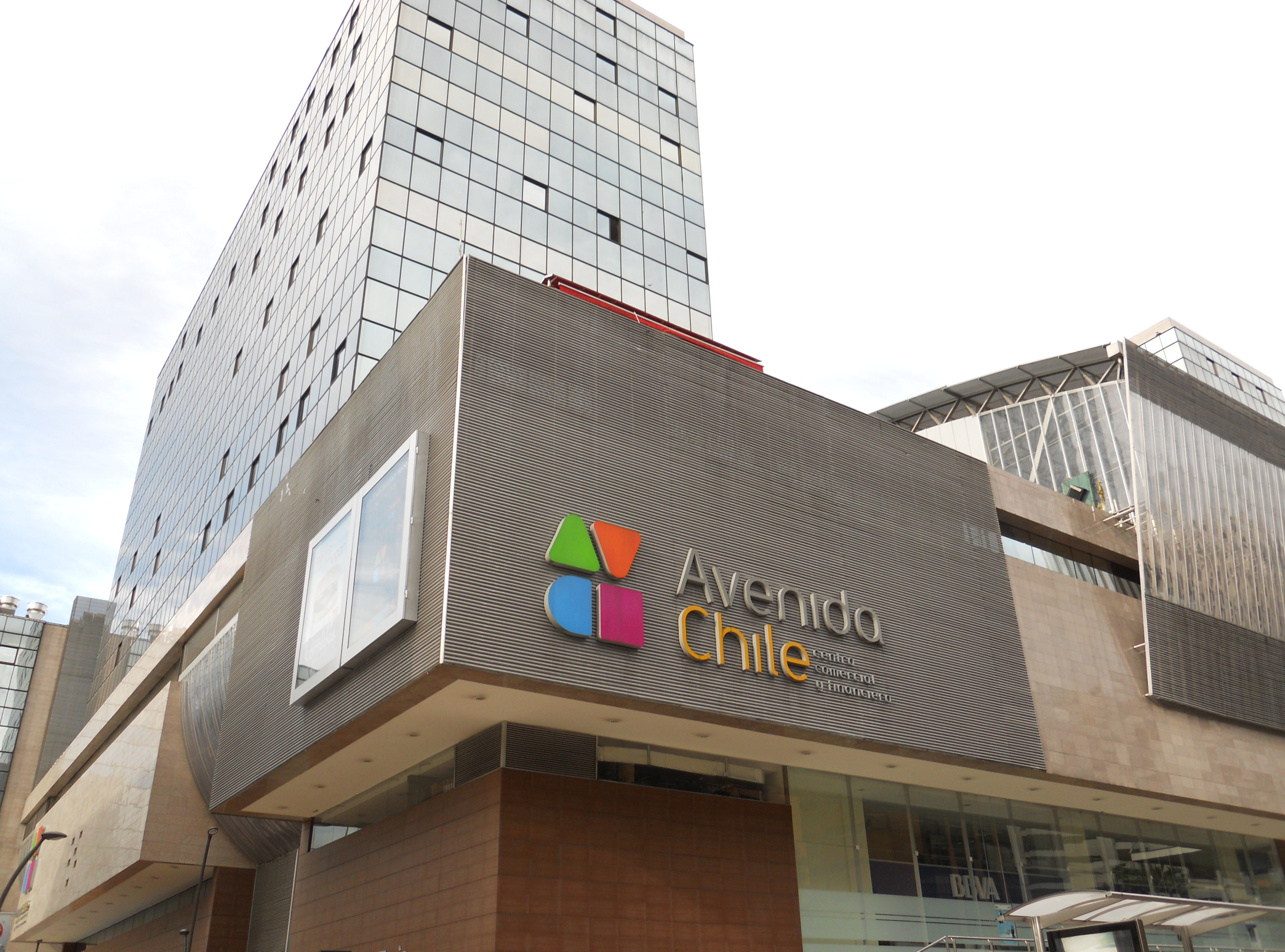
Centro comercial Avenida Chile
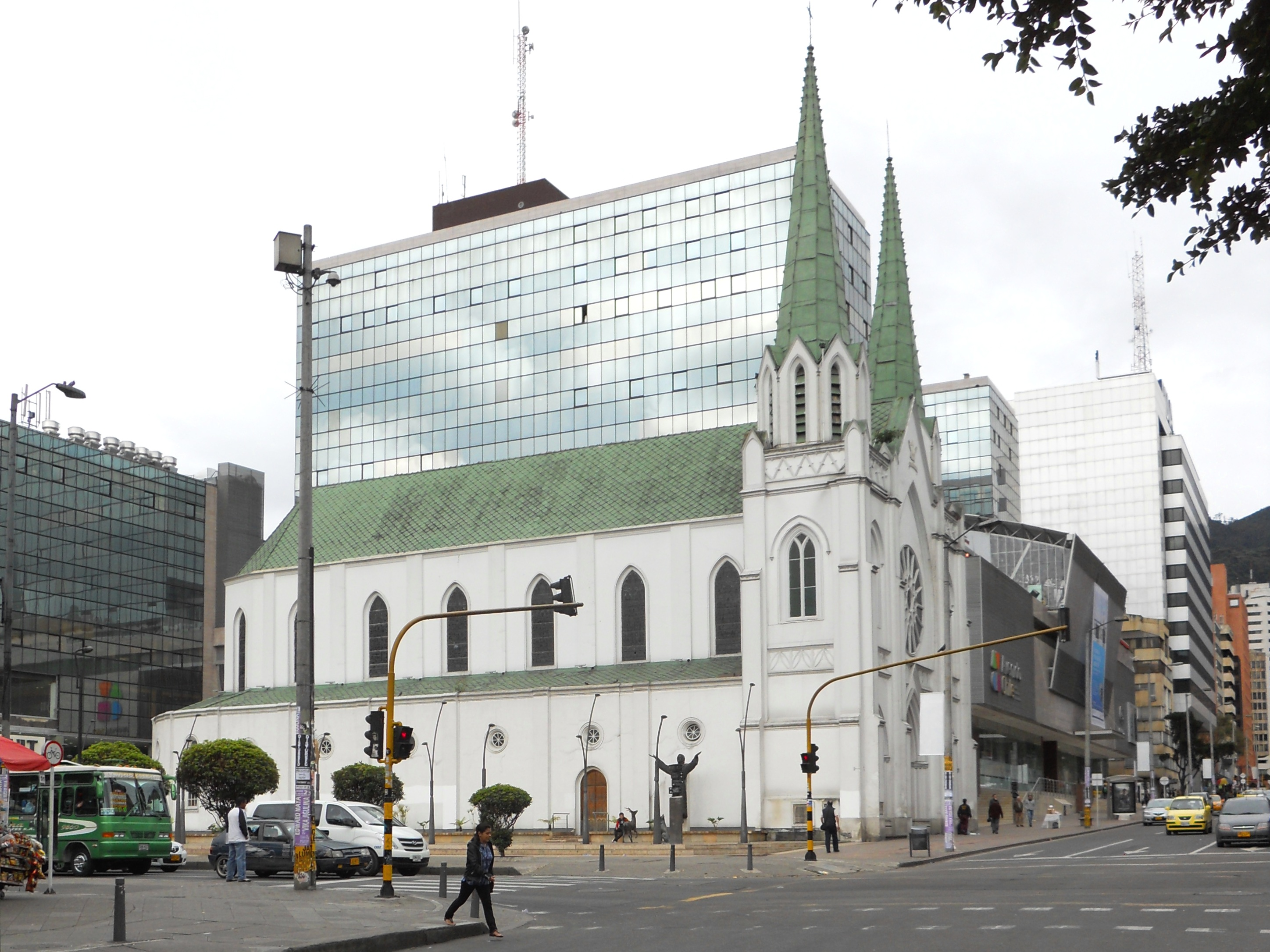
Parroquia Nuestra Señora de los Ángeles - La Porciúncula
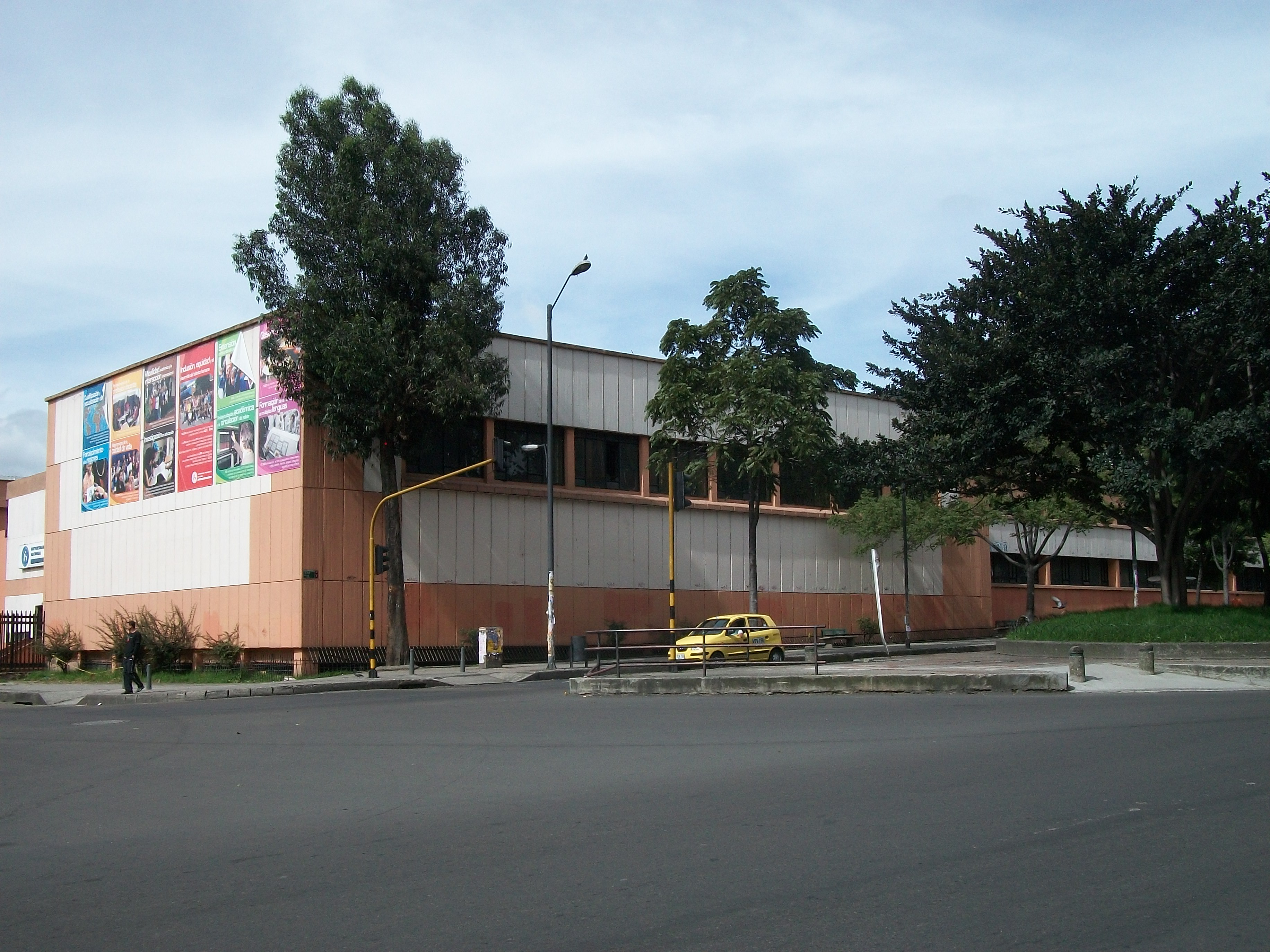
Universidad Pedagógica Nacional
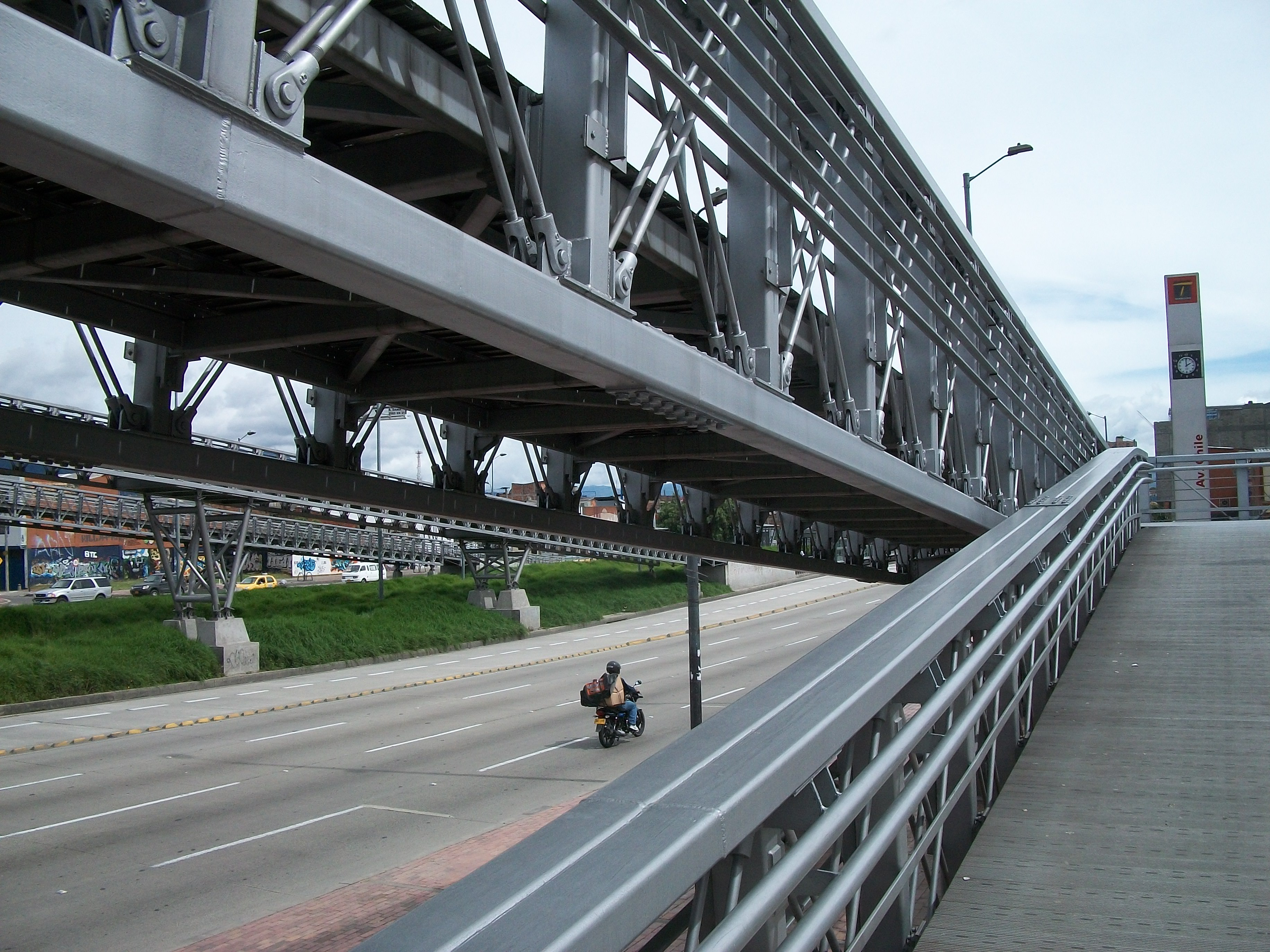
Avenida Chile Estación Transmilenio